# جزر البهاما
جزر البَهَامَا أو جزر بهاما أو البهاما أو رسميًا كمنولث جزر البهاما (بالإنجليزية: The Bahamas) هو بلد ناطق بالإنكليزية ويتألف من 29 جزيرة و661 من الجزر الصغيرة المنخفضة و2387 من الجزيرات (الصخور). تقع الجزر في المحيط الأطلسي شمالي كوبا وهسبنيولا (جمهورية الدومينيكان وهايتي) وشمال غربي جزر تركس وكايكوس وإلى الجنوب الشرقي من الولايات المتحدة الأمريكية (أقرب إلى ولاية فلوريدا). تبلغ مساحتها الإجمالية 13939 كم2 (5382 ميل مربع وهي بذلك أكبر قليلاً من ولايتي كونيتيكت ورود آيلاند مجتمعتين) ويقدر عدد سكانها بنحو 330,000 وعاصمتها ناساو. جغرافياً تقع جزر البهاما في نفس سلسلة جزر كوبا وهسبنيولا وجزر تركس وكايكوس، عادة ما تشير تسمية البهاما إلى الكومنولث وليس للسلسلة الجغرافية.
سكان جزر البهاما الأصليون هم التاينو الأراواكيون. كما كانت الجزر أول موطئ قدم لكولومبوس في العالم الجديد عام 1492. على الرغم من أن الإسبان لم يستعمروا المستعمرة أبداً، إلا أنهم نقلوا سكان الجزيرة الأصليين إلى جزيرة هسبنيولا عبيدًا. هجرت معظم الجزر بين (1513-1650) وذلك عندما استوطن المستعمرون البريطانيون من برمودا جزيرة إلوثيرا.
أصبحت جزر البهاما من مستعمرات التاج في 1718 حيث حد البريطانيون من القرصنة. بعد حرب الاستقلال الأمريكية انتقل الآلاف من الموالين لبريطانيا والأفارقة المستعبدين إلى جزر البهاما وأقاموا اقتصاد المزارع. ألغيت تجارة الرقيق في الإمبراطورية البريطانية في 1807 حيث استقر العديد من الأفارقة الناجين من سفن العبيد المحررة على يد البحرية الملكية في جزر البهاما خلال القرن التاسع عشر. أُلغي الرق نفسه في عام 1834 حيث يشكل المتحدرون من أصل أفريقي الجزء الأكبر من سكان جزر البهاما اليوم.
أصل اسم «جزر البهاما» غير واضح. يمكن أن يعود إلى اللغة الإسبانية («البحار الضحلة») أو إلى تسمية السكان الأصليين لجزيرة غراند بهاما «با-ها-ما» أي (الأرض الوسطى العليا الكبيرة).

## التسمية
اسم جزر البهاما مشتق من اسم Lucayan Bahama (الجزيرة الوسطى العليا الكبيرة)، الذي استخدمه سكان التانيو الأصليون لجزيرة بهاما الكبرى. غالبًا ما يذكر المرشدون السياحيون أن الاسم مشتق من الكلمة الإسبانية baja mar (البحر الضحل). بدلاً من ذلك، قد يكون مصدرها Guanahani، وهو اسم محلي غير واضح المعنى. جادل إسحاق تيلور المتخصص في الأسماء الجغرافية أن الاسم مشتق من بيماني (بيميني) وهو مكان أسطوري حيث قال جون ماندفيل إن هناك ينبوعًا للشباب.

## التاريخ

### عصر ما قبل الأسبان
يبدأ تاريخ جزر البهاماس في وقت وصول البشر إلى هذه الجزر في الألف الأول الميلادي، وكان السكان الأوائل للجزر التي تعرف الآن باسم جزر البهاما هم من اللوكايانس والآراواكان الناطقين بالتاينو، الذين وصلوا بين نحو 500 و800 من الجزر في منطقة البحر الكاريبي سكن ما يقدر بنحو 30.000 من سكان جزر البهاما في وقت وصول كريستوفر كولومبوس في عام 1492. عندما هبط كريستوفر كولومبوس في جزيرة جوانهاني، في مكان ما غير معروف على جزيرة من جزر البهاما، في رحلته الأولى.

### وصول الأسبان

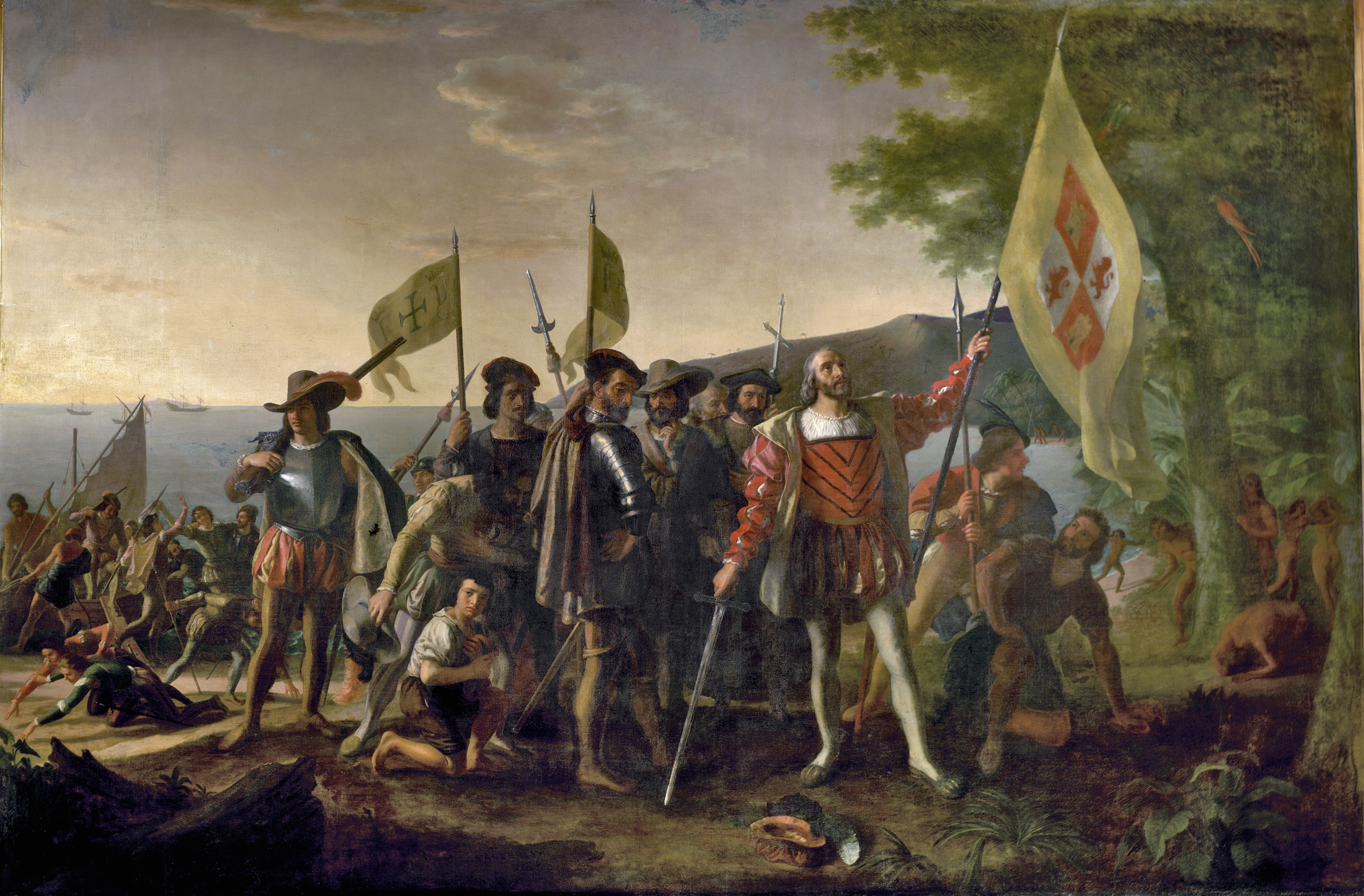
تصوير أول هبوط لكولومبوس، ومطالبته بالجزر لتاج قشتالة، على جزيرة واتلينج، وهي جزيرة في جزر البهاما كان يطلق عليها السكان الأصليون Guanahani وأطلق عليها اسم سان سلفادور، في 12 أكتوبر 1492.

كان أول هبوط لكولومبوس إلى اليابسة فيما كان بالنسبة للأوروبيين عالمًا جديدًا على جزيرة أطلق عليها اسم سان سلفادور (المعروفة لدى اللوكايين باسم جواناهاني). في حين أن هناك إجماعًا عامًا على أن هذه الجزيرة تقع داخل باهامس، فإن تحديد الجزيرة هي مسألة متخالف عليها، حيث يعتقد بعض الباحثين أن الموقع هو جزيرة سان سلفادور الحالية (المعروفة سابقًا باسم جزيرة واتلينج) التي تقع في جنوب شرق جزر البهاما، بينما هناك نظرية بديلة أن كولومبوس هبط إلى الجنوب الشرقي في سامانا كاي، وفقًا للحسابات التي أجراها الكاتب والمحرر في ناشيونال جيوغرافيك جوزيف جادج في عام 1986. أجرى كولومبوس أول اتصال مع اللوكايانس وتبادل البضائع معهم، وطالب بالجزر لتاج قشتالة، قبل شروعه في استكشاف الجزر الأكبر في جزر الأنتيل الكبرى.
قسمت معاهدة تورديسيلاس عام 1494 نظريًا الأراضي الجديدة بين مملكتي قشتالة والبرتغال، فدخلت جزر البهاما في النفوذ الإسباني، ولكنهم لم يهتموا بالجزر. استغل الأسبان شعوب اللوكايانس الذين استُبعد العديد منهم وإرسالهم إلى هسبنيولا ليستخدموا في أعمال السخرة. عانى اللوكايانس من الظروف القاسية ومات معظمهم من الأمراض التي ليس لهم مناعة ضدها. مات نصف شعب التاينو من الجدري وحده. نتيجة لهذا الاستعباد، انخفض عدد سكان جزر البهاما بشدة.

### وصول الإنجليز
أعرب الإنجليز عن اهتمامهم بجزر البهاما في عام 1629. ولكن لم يصل المستوطنون الإنجليز الأوائل إلى الجزر حتى عام 1648. عُرفوا باسم المغامرين الإلوثريين بقيادة ويليام سايل، وقد هاجروا من برمودا بحثًا عن قدر أكبر من الحرية الدينية. أسس هؤلاء الإنجليز المتشددون أول مستوطنة أوروبية دائمة على الجزر وأطلقوا عليها اسم إليوثيرا. استقروا لاحقًا في بروفيدانس الجديدة، وأطلقوا عليها اسم جزيرة سايل. ولكن كانت الحياة أصعب مما تصورو واختار الكثيرون - بما في ذلك سايل - العودة إلى برمودا.
منح الملك تشارلز الثاني الجزر لللوردات في كارولاينا الشمالية في أمريكا الشمالية في عام 1670. استأجروا الجزر من الملك بحقوق التجارة والضرائب وتعيين الحكام وإدارة البلاد من قاعدتهم في بروفيدانس الجديدة. كانت القرصنة والهجمات من القوى الأجنبية المعادية تمثل تهديدًا دائمًا. داهم القبطان الإسباني خوان دي ألكون العاصمة تشارلز تاون (التي أعيدت تسميتها لاحقًا ناساو) في عام 1684، ثم احتلت بعثة فرنسية إسبانية مشتركة في عام 1703 ناسو لفترة وجيزة خلال حرب الخلافة الإسبانية.

### القرن الثامن عشر
خلال فترة الحكم الملكي، أصبحت جزر البهاما ملاذاً للقراصنة، بما في ذلك بلاكبيرد ذي الصيت السيئ (نحو 1680-1718). وبذلت المملكة المتحدة جهدًا كبيرا، عسكريًا بالأساس، لاستعادة السيطرة والنظام في البلاد. وبعد صراع طويل تمكن حاكم البلاد، تحت التاج البريطاني، وودز روجرز، من الحد من عمليات القرصنة إلى حد كبير، وضم الجزر للتاج البريطاني في عام 1718. هاجم الأسبان ناساو في عام 1720 أثناء حرب التحالف الرباعي. أنشئت في عام 1729 جمعية محلية منحت درجة من الحكم الذاتي للمستوطنين البريطانيين.
وخلال حرب الاستقلال الأمريكية، كانت الجزر هدفا للقوات البحرية الأميركية بقيادة العميد باجيبو هوبكنز. وفي 1782، احتل مشاة البحرية الأمريكية العاصمة ناساو في جزيرة بروفيدانس الجديدة لمدة أسبوعين. وفي أعقاب الهزيمة البريطانية في موقعة يوركتاون، ظهر الأسطول الأسباني قبالة ساحل ناساو، لكنه استسلم دون قتال.
بعد استقلال الولايات المتحدة، انتقل 7,300 من الموالون وعبيدهم إلى جزر البهاما، 2000 منهم من نيويورك كان معظم المهاجرون الذين أعيد توطينهم من نيويورك قد فروا من مستعمرات أخرى، بما في ذلك غرب فلوريدا، التي استولى عليها الإسبان خلال الحرب. منحت الحكومة الأراضي للمزارعين للمساعدة في تعويض الخسائر في القارة. هؤلاء الموالون، ومن بينهم ديفو واللورد دنمور، أسسوا مزارع في عدة جزر وأصبحوا قوة سياسية في العاصمة.

### القرن التاسع عشر
ألغى قانون تجارة الرقيق 1807 تجارة الرقيق بالممتلكات البريطانية، بما في ذلك جزر البهاما. ضغطت المملكة المتحدة على الدول لإلغاء تجارة الرقيق، ومُنحت البحرية الملكية الحق في اعتراض السفن التي تحمل العبيد. أعادت البحرية البريطانية توطين العبيد المحريين في جزر البهاما.
في عشرينيات القرن التاسع عشر خلال فترة حروب سيمينول في فلوريدا، هرب المئات من العبيد في أمريكا الشمالية والسمينول الأفريقيين من فلوريدا إلى جزر البهاما. استقروا في الغالب في شمال غرب جزيرة أندروس، حيث طوروا قرية ريد بايز. قضت وزارة الداخلية في لندن في عام 1818 بأن أي عبد يُحضر إلى جزر البهاما من خارج جزر الهند الغربية البريطانية سيُعتق. أدى ذلك إلى إطلاق سراح ما يقرب من 300 مستعبد مملوك لمواطنين أمريكيين من 1830 إلى 1835. أدت الحوادث التي أطلق فيها سراح ما مجموعه 447 من العبيد الذين ينتمون لمواطنين أمريكيين من عام 1830 إلى عام 1842، إلى زيادة التوتر بين الولايات المتحدة والمملكة المتحدة.
خلال الحرب الأهلية الأمريكية في ستينيات القرن التاسع عشر، ازدهرت الجزر لفترة وجيزة كمركز لعدائى الحصار الذين يساعدون الولايات الكونفدرالية.

### أوائل القرن العشرين

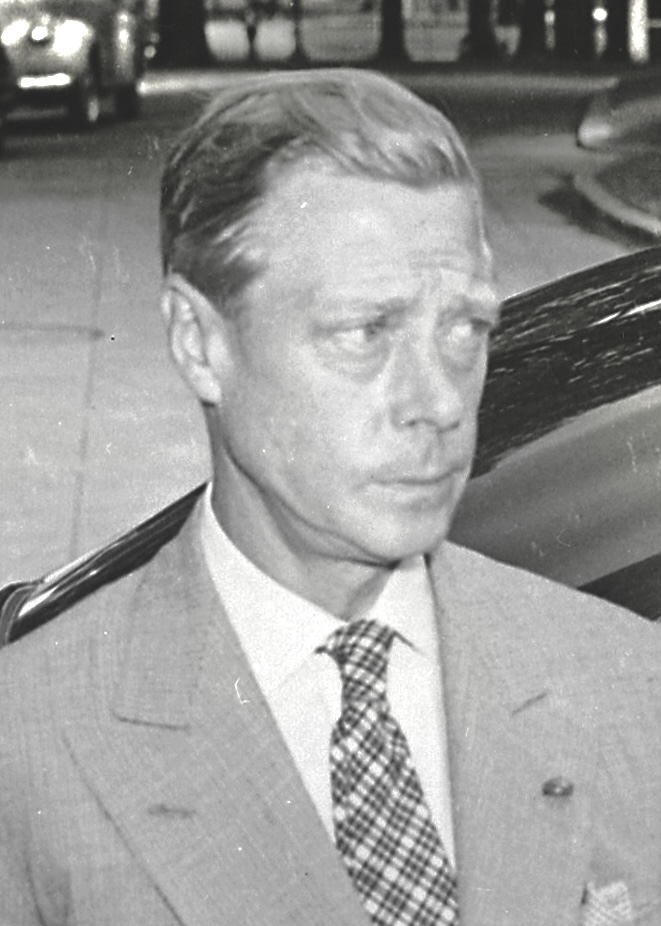
دوق وندسور وحاكم جزر البهاما من عام 1940 إلى عام 1945

اتسمت العقود الأولى من القرن العشرين في جزر البهاما ركود الاقتصاد وانتشار الفقر. كان كثيرون يكسبون لقمة العيش عن طريق زراعة الكفاف أو صيد الأسماك.
عين دوق وندسور (الملك السابق إدوارد الثامن) حاكمًا لجزر البهاما في أغسطس 1940. وصل إلى المستعمرة مع زوجته. على الرغم من إحباطهم من حالة مقر الحكومة، إلا أنهم حاولوا الاستفادة من الوضع السيئ على أفضل وجه. أشار الدوق إلى الجزر على أنها مستعمرة بريطانية من الدرجة الثالثة.
أُشيد بالدوق في ذلك الوقت لجهوده في مكافحة الفقر في الجزر. ولكن وصفته السيرة التي كتبها فيليب زيجلر عام 1991 بأنه ازدراء لشعب جزر البهاما وغيرهم من شعوب الإمبراطورية غير الأوروبية. تمت الإشادة به لحل الاضطرابات المدنية المتعلقة بالأجور المنخفضة في ناسو في يونيو 1942، عندما كانت هناك أعمال شغب واسعة النطاق. استقال الدوق من المنصب في 16 مارس 1945.

### ما بعد الحرب العالمية الثانية

كانت جزر البهاما مستعمرة تابعة للتاج البريطاني حتى نالت استقلالها في عام 1973

بدأ التطور السياسي الحديث بعد الحرب العالمية الثانية . تشكلت الأحزاب السياسية الأولى في خمسينيات القرن الماضي، وانقسمت على نطاق واسع على أسس عرقية، حيث مثل حزب البهاما الموحد (UBP) الباهاميين الإنجليز والحزب التقدمي الليبرالي (PLP) الذي يمثل الأغلبية السوداء الباهامية.
دخل دستور جديد، منح جزر البهاما الاستقلال الذاتي، حيز التنفيذ في 7 يناير 1964، أصبح السير رولاند سيمونيت من حزب البهاما الموحد أول رئيس وزراء.:p.73 أصبح ليندن بيندلينغ من حزب العمال التقدمي في عام 1967 أول رئيس وزراء أسود لجزر البهاما. أعلن بيندلينغ أن جزر البهاما ستسعى إلى الاستقلال الكامل في عام 1968. جرى تبني دستور جديد يمنح جزر البهاما سيطرة متزايدة على شؤونها الخاصة في عام 1968. اندمج حزب حزب البهاما الموحد مع فصيل ساخط من حزب العمال التقدمي لتشكيل حزب جديد في عام 1971، وهو الحركة الوطنية الحرة (FNM)، وهو حزب يمين الوسط يهدف إلى مواجهة القوة المتنامية لحزب بيندلينغ.
أعطت حكومة المملكة المتحدة جزر البهاما استقلالها بموجب مرسوم من المجلس بتاريخ 20 يونيو 1973. دخل الأمر حيز التنفيذ في 10 يوليو 1973، وفي ذلك التاريخ سلم الأمير تشارلز الوثائق الرسمية إلى رئيس الوزراء ليندن بيندلينغ. يحتفل بهذا التاريخ الآن باعتباره عيد استقلال البلاد. انضمت إلى كومنولث الأمم في نفس اليوم. عين السير ميلو بتلر أول حاكم عام لجزر البهاما (الممثل الرسمي للملكة إليزابيث الثانية.) بعد فترة وجيزة من الاستقلال.

### ما بعد الاستقلال

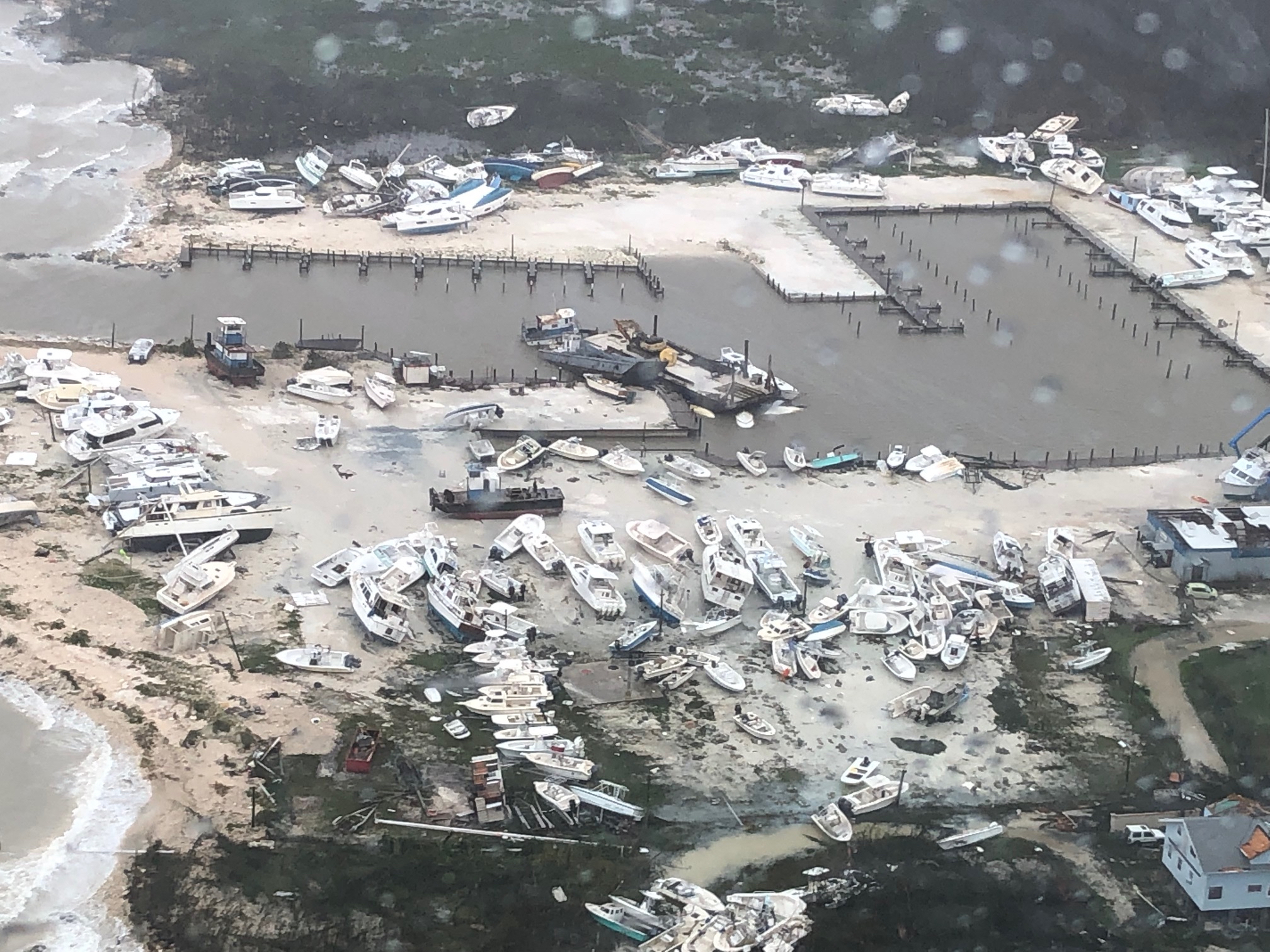
الدمار الناتج عن إعصار دوريان في جزر البهاما

بعد فترة وجيزة من الاستقلال، انضمت جزر البهاما إلى صندوق النقد الدولي والبنك الدولي في 22 أغسطس 1973، ولاحقًا إلى الأمم المتحدة في 18 سبتمبر 1973.
من الناحية السياسية، هيمن الحزب التقدمي الليبرالي بقيادة بيندلينغ على العقدين الأولين. فشلت مزاعم الفساد والصلات مع عصابات المخدرات والمخالفات المالية داخل حكومة جزر البهاما في إضعاف شعبية بيندلينج. شهد الاقتصاد في الوقت نفسه فترة نمو دراماتيكية يغذيه السياحة والتمويل الخارجي، مما أدى إلى رفع مستوى المعيشة بشكل كبير في الجزر. أدى ازدهار اقتصاد جزر البهاما إلى أن تصبح منارة للمهاجرين، ولا سيما من هايتي.
أطاح هوبير إنغراهام من الجبهة الوطنية الحرة بيندلينج في عام 1992.:p.78  وفاز إنغراهام في الانتخابات العامة الباهامية لعام 1997، قبل أن يهزم في عام 2002، عندما عاد حزب العمال التقدمي إلى السلطة تحت قيادة بيري كريستي.:p.82 عاد إنغراهام إلى السلطة من عام 2007 إلى عام 2012، وتبعه كريستي مرة أخرى من عام 2012 إلى عام 2017. مع تعثر النمو الاقتصادي، أعاد سكان جزر البهاما انتخاب الجبهة الوطنية الحرة في عام 2017، وأصبح هوبرت مينيس رئيس الوزراء الرابع.
ضرب إعصار دوريان من الفئة الخامسة في سبتمبر 2019 جزر أباكو وبهاما الكبرى، مما أدى إلى تدمير شمال غرب جزر البهاما. تسببت العاصفة في أضرار لا تقل عن 7 مليارات دولار أمريكي وقتلت أكثر من 50 شخصًا، وما زال 1300 شخص في عداد المفقودين.

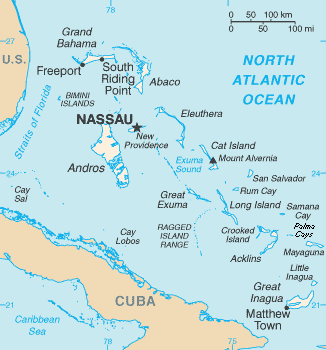
خريطة البهاما

خسرت الحركة الوطنية الحرة الحاكمة في سبتمبر 2021 أمام الحزب التقدمي الليبرالي المعارض في انتخابات مبكرة، كافح الاقتصاد أقوى انهيار له منذ عام 1971 على الأقل. فاز الحزب التقدمي الليبرالي (PLP) بـ 32 مقعدًا من 39 مقعدًا في مجلس النواب. فازت الحركة الوطنية الحرة، بقيادة مينيس، بالمقاعد المتبقية. أدى فيليب ديفيس رئيس الحزب التقدمي الليبرالي (PLP) يمين رئاسة الوزراء في 17 سبتمبر 2021 لهوبير مينيس.

## الجغرافيا
تقع جزر البهاما في الجزء الشمالي من جزر الأنتيل الكبرى ويُعتقد أنها تشكلت منذ 200 مليون سنة عندما بدأوا في الانفصال عن القارة العملاقة بانجيا. كان للعصر الجليدي البليستوسيني منذ نحو 3 ملايين سنة تأثير عميق على تكوين الأرخبيل. تتكون جزر البهاما من سلسلة جزر تمتد على مسافة 800 كيلومتر (500 ميل) في المحيط الأطلسي، وتقع شرق فلوريدا في الولايات المتحدة، شمال كوبا وهسبنيولا وغرب جزر تروكس وكايكوس البريطانية (التي تشكل معها أرخبيل لوكايان)، تقع الجزر بين خطي عرض 20 درجة و28 درجة شمالاً وخطي طول 72 درجة و80 درجة غرباً وتمتد على مدار السرطان. هناك نحو 700 جزيرة و2400 جزيرة صغيرة (منها 30 مأهولة بالسكان) بمساحة إجمالية قدرها 10,010 كم2 (3860 ميل مربع).
أقرب الجزر إلى الولايات المتحدة هي جزيرة بيميني، والتي تعرف أيضاً باسم بوابة البهاما. وتقع جزيرة أباكو إلى الشرق من جراند بهاما. أما جزيرة إناجوا، فتقع في أقصى الجنوب الشرقي. أكبر هذه الجزر هي جزيرة أندروس، ومن الجزر المأهولة الأخرى جزر إلوثيرا وكات ولونج آيلاند وسان سلفادور وأكلينز والجزيرة العوجاء وإكسوما وماياجوانا. وتعد مدينة ناساو عاصمة جزر البهاما، وتقع في جزيرة بروفيدانس الجديدة.

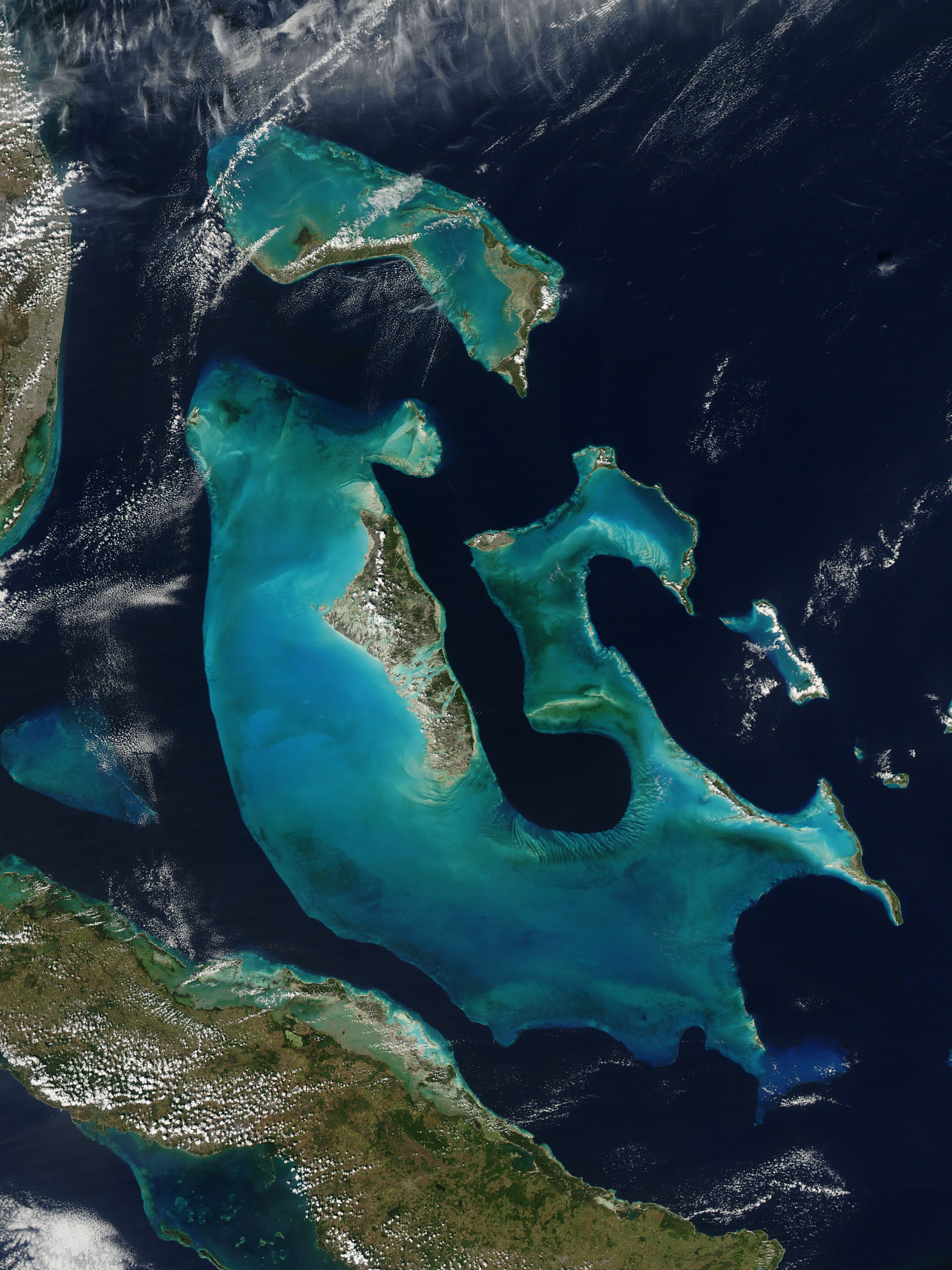
جزر البهاما من الفضاء. صورة من ساتل أكوا التابع لناسا عام 2009

كل جزر أرخبيل البهاما منخفضة ومنبسطة، حيث لا تعلو التلال عادة عن 15-20 مترا (49-66 قدما). ويعد جبل ألفيرنيا أعلى نقطة في البلاد، وكان يسمي سابقاً كومو هيل، ويبلغ ارتفاعه 63 متراً (207 قدما)، ويقع في جزيرة كات.
تحتوي البلاد على ثلاث مناطق بيئية أرضية: غابات جزر البهاما الجافة، فسيفساء الصنوبر الباهامية، وأشجار المانغروف الباهامية. كان لديها في مؤشر سلامة المناظر الطبيعية للغابات لعام 2019 درجة 7.35 /10، لتحتل المرتبة 44 عالميًا من بين 172 دولة.

### المناخ

خريطة جزر البهاما وفقا لتصنيف كوبن للمناخ

وفقًا لتصنيف كوبن للمناخ، فإن مناخ جزر البهاما هو في الغالب مناخ السافانا الاستوائية مع موسمين حار ورطب وآخر دافئ وجاف. يمنح انخفاض جزر بهاما وتأثير خليج ستريم الاستوائي الدافئ مناخًا دافئًا بلا شتاء.
كما هو الحال مع معظم المناخات الاستوائية، يتبع هطول الأمطار الموسمية الشمس، ويكون الصيف هو الموسم الأكثر رطوبة. لا يوجد سوى فرق 7 درجات مئوية (13 درجة فهرنهايت) بين أدفأ شهر وأبرد شهر في معظم جزر البهاما. رغم عدم انخفاض درجات الحرارة دون درجة التجمد في جزر البهاما إلا أنها قد تصل إلى 2-3 درجة مئوية (35,6-37,4 درجة فهرنهايت) بسبب الموجات القادمة من القطب الشمالي التي تؤثر في ولاية فلوريدا المجاورة. وشهد الأرخبيل في يناير/ كانون الثاني من عام 1977 اختلاط الثلج بالمطر في منطقة فريبورت، وفي الوقت نفسه تساقطت الثلوج في منطقة ميامي. كانت درجة الحرارة حينها نحو 4.5 درجة مئوية (40.1 درجة فهرنهايت). غالبًا ما تكون جزر البهاما مشمسة وجافة لفترات طويلة من الزمن، متوسط ضوء الشمس أكثر من 3000 ساعة أو 340 يومًا سنويًا. معظم النباتات الطبيعية هي نباتات استوائية.
تؤثر العواصف المدارية والأعاصير أحيانًا على جزر البهاما. مر إعصار أندرو فوق الأجزاء الشمالية من الجزر في عام 1992، ومر إعصار فلويد بالقرب من الأجزاء الشرقية من الجزر في عام 1999. مر إعصار دوريان عام 2019 فوق الأرخبيل بقوة مدمرة من الفئة 5 مع رياح تبلغ 298 كم/ساعة (185 ميلاً في الساعة) وعواصف تبلغ سرعة رياحها إلى 350 كم / ساعة (220 ميلاً في الساعة).

## الحكومة والسياسة

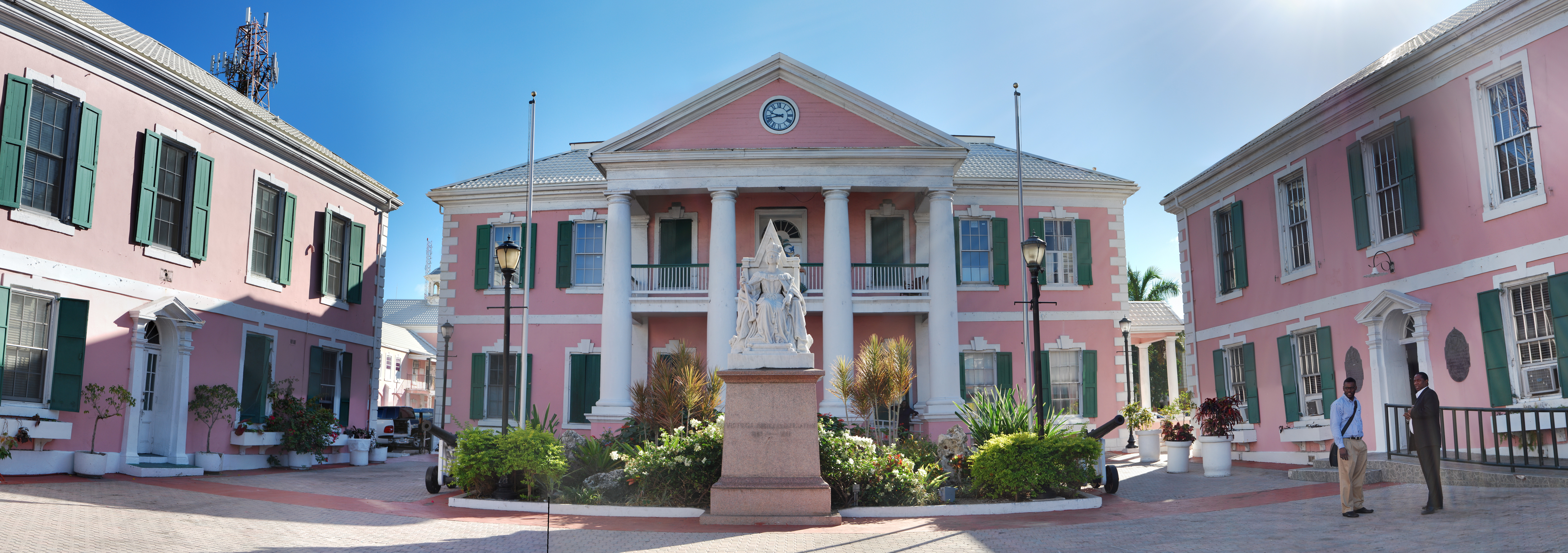
مبنى برلمان البلاد في ناساو.

مملكة البهاما دولة برلمانية مستقلة، ملكها الملك تشارلز الثالث، ملك بريطانيا العظمى وهو رئيس دولة مملكة البهاما، والقائد الأعلى للقوات المسلحة البهامية، ورئيس كنيسة البهاما، ورئيس الهيئة القضائية في البهاما، وينوب عنه الحاكم العام (ممثل العاهل البهامي)، وهو منصب قائم بسبب تغيب الملك تشارلز الثالث عن البلاد، حيث يقع مقرها في المملكة المتحدة. ويسمى الحاكم كل خمس سنوات كممثل لها، وذلك بناء على توصية من رئيس مجلس الوزراء البهامي والبرلمان البهامي. جزر البهاما عضو في كومنولث الأمم وتشارك رئيس دولتها مع بعض دول الكومنولث الأخرى.
رئيس الوزراء هو رأس الحكومة وهو زعيم الحزب الذي يتمتع بأكبر عدد من المقاعد في مجلس النواب. يمارس السلطة التنفيذية مجلس الوزراء، الذي يختاره رئيس الوزراء. الحاكم العام الحالي هو سينثيا أ. برات، ورئيس الوزراء الحالي هو فيليب ديفيس.
تناط السلطة التشريعية ببرلمان من مجلسين، مجلس نواب يتألف من 38 عضوًا، ومجلس شيوخ مكون من 16 عضوًا، يعينهم الحاكم العام، بما في ذلك تسعة أعضاء بناءً على مشورة رئيس الوزراء، وأربعة بناءً على نصيحة زعيم المعارضة، وثلاثة بناءً على مشورة رئيس الوزراء بعد التشاور مع زعيم المعارضة. كما هو الحال في نظام وستمنستر، يجوز لرئيس الوزراء حل البرلمان والدعوة إلى انتخابات عامة في أي وقت خلال فترة خمس سنوات. السلطة القضائية في جزر البهاما مستقلة عن السلطتين التنفيذية والتشريعية. يعتمد قانون البلاد على القانون الإنجليزي.

### الأحزاب السياسية
جزر البهاما ذات حكم الحزبين هما الحزب التقدمي الليبرالي من يسار الوسط والحركة الوطنية الحرة من يمين الوسط. لم تتمكن الأحزاب السياسية الأخرى من الفوز في الانتخابات البرلمانية، مثل الحركة الديمقراطية لجزر البهاما، وائتلاف الإصلاح الديمقراطي، والحزب القومي لجزر البهاما، والتحالف الوطني الديمقراطي. هناك حركة جمهورية متنامية في جزر البهاما، خاصة بعد وفاة إليزابيث الثانية، تدعم الأغلبية الآن النظام الجمهوري وفقًا لاستطلاعات الرأي.

### العلاقات الخارجية
تتمتع جزر البهاما بعلاقات ثنائية قوية مع الولايات المتحدة والمملكة المتحدة، ويمثلها سفير في واشنطن والمفوض السامي في لندن. كما أن جزر البهاما ترتبط ارتباطا وثيقا بالدول الأخرى في الجماعة الكاريبية.
تبرعت سفارة الولايات المتحدة في ناساو بمبلغ 3.6 مليون دولار لجزر البهاما لمواجهة الكوارث وإدارتها وإعادة إعمارها للملاجئ وقوارب الإجلاء ومواد البناء. جرى التبرع بعد أسبوعين من الذكرى السنوية الأولى لإعصار دوريان.

### القوات المسلحة
قوة دفاع جزر البهاما الملكية (RBDF) هي المسؤلة عن حماية البلاد، بموجب قانون الدفاع، تفوض قوات الدفاع، باسم الملك، للدفاع عن جزر البهاما، وحماية سلامتها الإقليمية، والقيام بدوريات في مياهها، وتقديم المساعدة والإغاثة في أوقات الكوارث، والحفاظ على النظام بالتعاون مع وكالات إنفاذ القانون في جزر البهاما، وتنفيذ أي واجبات من هذا القبيل على النحو الذي يحدده مجلس الأمن القومي. قوة الدفاع هي أيضا عضو في الجماعة الكاريبية فرقة العمل الأمنية الإقليمية.
أنشئت قوة الدفاع في 31 مارس 1980. وتشمل واجباته الدفاع عن جزر البهاما، ووقف تهريب المخدرات، والهجرة غير الشرعية والصيد الجائر، وتقديم المساعدة للبحارة. تمتلك قوة الدفاع أسطولًا مكونًا من 26 سفينة دورية ساحلية وداخلية إلى جانب 3 طائرات وأكثر من 1100 فرد من بينهم 65 ضابطًا و74 امرأة.

### التقسيم الإداري

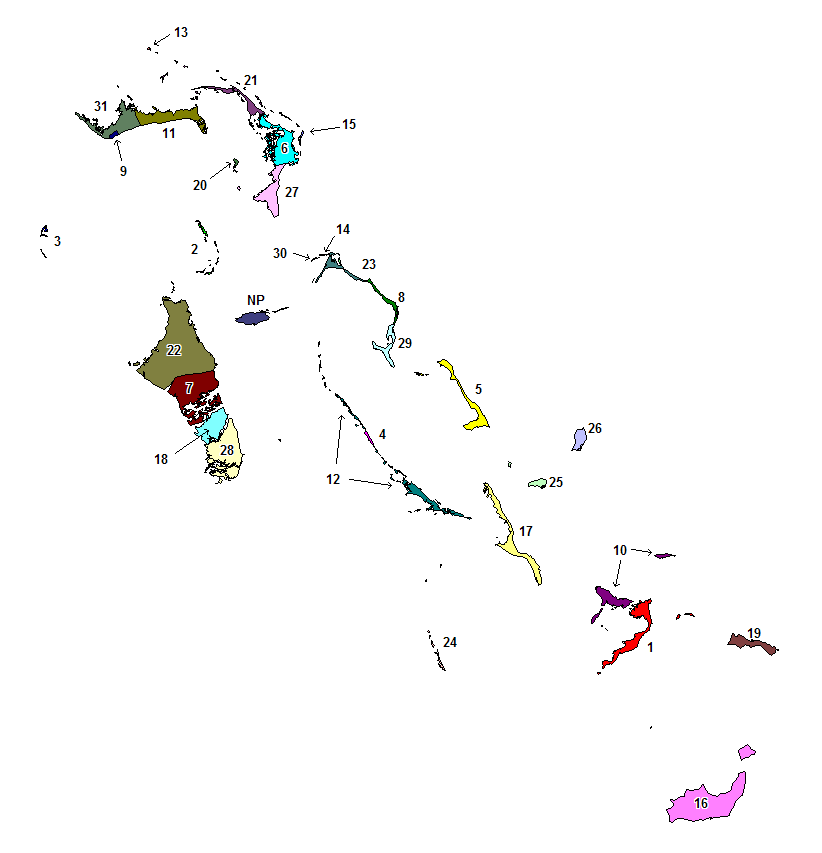
مقاطعات البهاما

تتمتع مقاطعات جزر البهاما بنظام الحكم المحلي ما عدا بروفيدانس الجديدة التي تديرها الحكومة المركزية مباشرة. في عام 1996 أقر برلمان البهاما «قانون الحكم المحلي» لتسهيل إنشاء «مسؤولي جزر الأسر» والدوائر الحكومية المحلية والمجالس واللجان المحلية للمجتمعات المختلفة على الجزيرة. الهدف العام لهذا العمل هو السماح لمختلف القادة المنتخبين بإدارة شؤون مناطقهم دون تدخل من الحكومة المركزية. في المجموع توجد 32 مقاطعة، وتجري الانتخابات كل ثلاث سنوات. يوجد أيضاً 110 من المستشارين و281 عضو لجنة محلية بما يتناسب مع مختلف المقاطعات.
يلتزم أعضاء مجلس المدينة أو اللجنة المحلية بحسن استخدام الأموال العامة لصيانة وتطوير دوائرهم.
مقاطعات البلاد هي التالية (عدا بروفيدانس الجديدة):
| أكلينز جزر بيري بيميني بلاك بوينت، إكسوما جزيرة كات أباكو الوسطى أندروس الوسطى إليوثيرا الوسطى فريبورت الجزيرة العوجاء بهاما الكبرى الشرقية إكسوما غراند كاي، جزر أباكو جزيرة هاربر، إليوثيرا هوب تاون، جزر أباكو إناغوا جزيرة لونغ |  | منغروف كاي، أندروس ماياغوانا جزيرة مور، جزر أباكو أباكو الشمالية أندروس الشمالية إليوثيرا الشمالية الجزيرة الوعرة رم كاي جزيرة سان سلفادور أباكو الجنوبية أندروس الجنوبية إليوثيرا الجنوبية الآبار الإسبانية، إليوثيرا بهاما الكبرى الغربية جزيرة السلحفة الخضراء (لا تظهر على الخريطة المجاورة) |

## الاقتصاد

تمثيل نسبي لصادرات جزر البهاما في عام 2019.

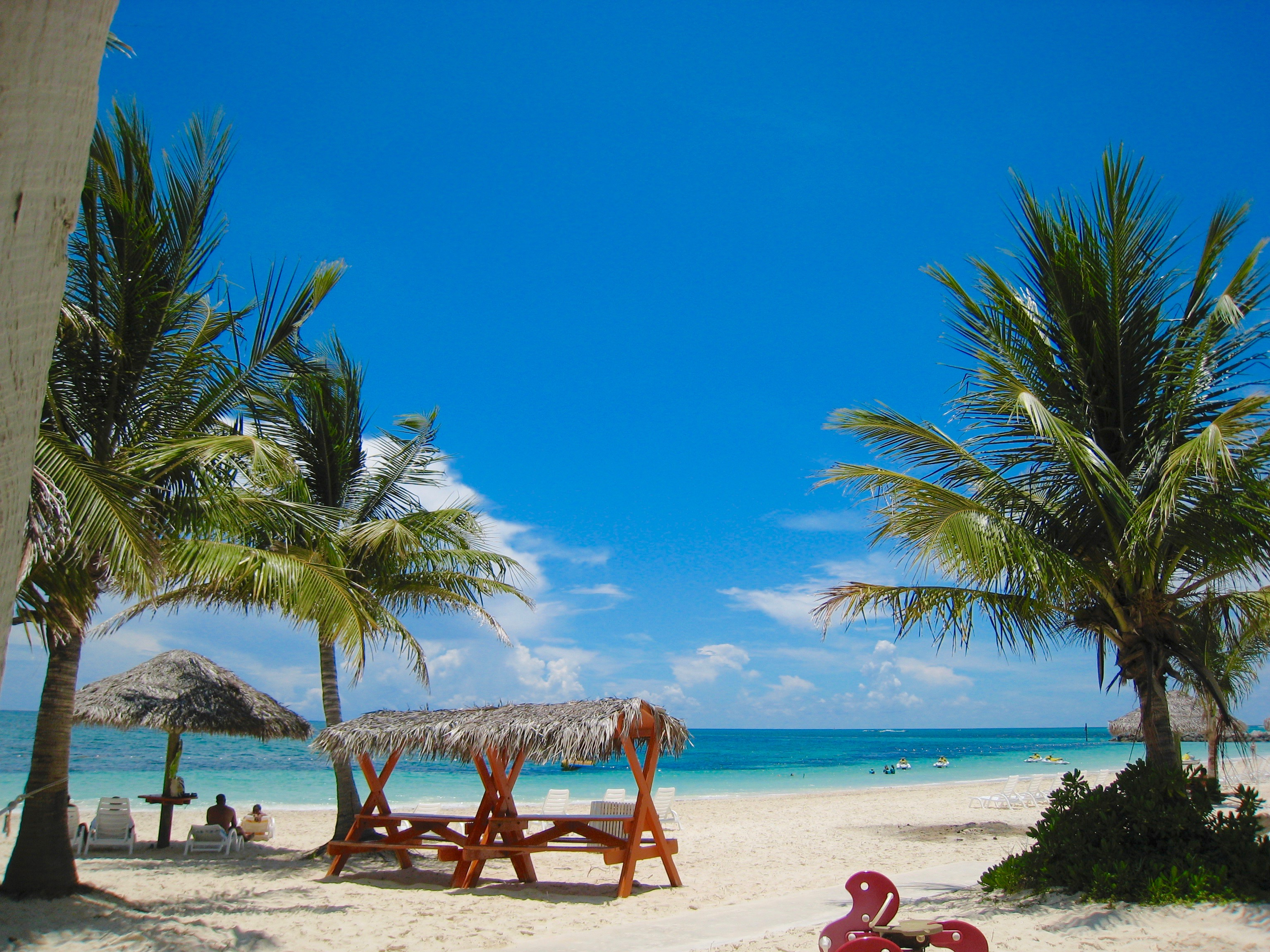
شاطئ تاينو، جزيرة بهاما الكبرى

البهاما واحدة من أكثر بلدان الكاريبي ازدهارا حيث تعتمد على السياحة لتوليد معظم النشاط الاقتصادي. صناعة السياحة توفر ما يزيد على 70% من الناتج المحلي الإجمالي للبلاد وتوفر عملاً لنصف السكان تقريباً. شكلت العائدات الضريبية في السنة الأخيرة 21.8% من الناتج المحلي الإجمالي. تحاول السلطات زيادة الالتزام الضريبي في أعقاب الأزمة العالمية. معدل التضخم في البلاد معتدل، حيث بلغ متوسطه 3.7 في المئة بين عامي 2006 و2008..
بعد السياحة، يأتي القطاع الاقتصادي التالي الأكثر أهمية هو الخدمات المالية الدولية والخارجية، حيث يمثلان نحو 15٪ من الناتج المحلي الإجمالي. كشفت وثائق بنما أن جزر البهاما هي الولاية القضائية مع معظم الكيانات أو الشركات الخارجية في العالم.
يتمتع الاقتصاد بنظام ضريبي تنافسي للغاية (يصنفه البعض على أنه ملاذ ضريبي). تستمد الحكومة إيراداتها من تعريفات الاستيراد وضريبة القيمة المضافة ورسوم الترخيص وضرائب الممتلكات والطوابع، ولكن لا توجد ضريبة دخل أو ضريبة على الشركات أو ضريبة أرباح رأس المال أو ضريبة الثروة. تمول ضرائب الرواتب مزايا التأمين الاجتماعي وتبلغ 3.9٪ يدفعها الموظف و 5.9٪ يدفعها صاحب العمل. في عام 2010، بلغ إجمالي الإيرادات الضريبية كنسبة مئوية من الناتج المحلي الإجمالي 17.2٪.
تشكل الزراعة والتصنيع ثالث أكبر قطاع في اقتصاد جزر البهاما، ويمثلان 5-7٪ من إجمالي الناتج المحلي. سيُسترد ما يقدر بـ80٪ من الإمدادات الغذائية لجزر البهاما. تشمل المحاصيل الرئيسية البصل والبامية والطماطم والبرتقال والجريب فروت والخيار وقصب السكر والليمون والليمون الحامض والبطاطا الحلوة.
القدرة البيولوجية في جزر البهاما أعلى بكثير من المتوسط العالمي. كانت جزر البهاما تمتلك 9.2 هكتارًا عالميًا في عام 2016 من القدرة البيولوجية للفرد داخل أراضيها، وهو ما يزيد بكثير عن المتوسط العالمي البالغ 1.6 هكتارًا للفرد. استخدمت جزر البهاما 3.7 هكتارًا عالميًا من القدرة البيولوجية للفرد في عام 2016. هذا يعني أنهم يستخدمون قدرة حيوية أقل مما تحتويه جزر البهاما.

### النقل

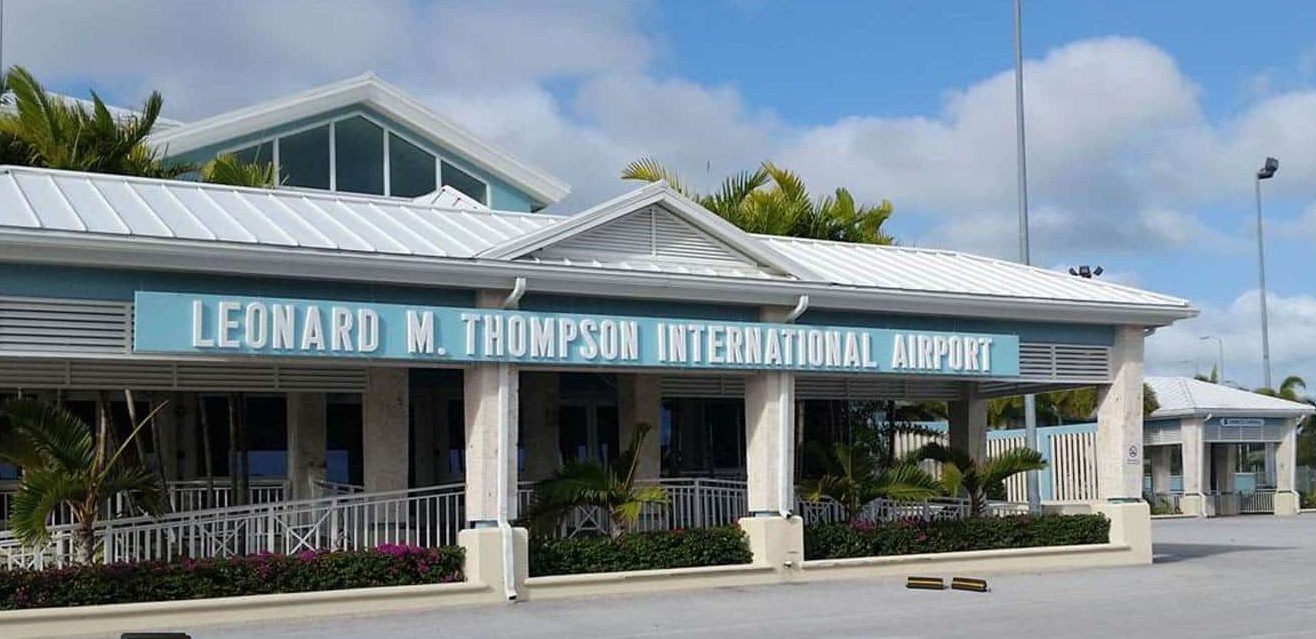
مطار ليونارد إم طومسون الدولي

تحتوي جزر البهاما على نحو 1620 كم (1،010 ميل) من الطرق المعبدة. النقل بين الجزر في المقام الأول بالسفن والجو. يوجد في البلاد 61 مطارًا، رئيسها مطار ليندن بيندلينج الدولي في بروفيدنس الجديدة، ومطار بهاما الكبرى الدولي في جزيرة بهاما الكبرى ومطار ليونارد إم تومسون الدولي (مطار مارش هاربور سابقًا) في جزيرة أباكو.

## التركيبة السكانية

ديموغرافيات جزر البهاما، بيانات منظمة الأغذية والزراعة؛ عدد السكان بالآلاف

بلغ عدد سكان جزر البهاما 407,906 نسمة في تعداد 2018، منهم 25.9٪ كانوا في سن 14 أو أقل، و67.2٪ من 15 إلى 64 و6.9٪ فوق 65. ويبلغ معدل النمو السكاني 0.925٪ (2010)، مع معدل مواليد 17.81/1000 نسمة، ومعدل وفيات 9.35/1000، ومعدل الهجرة الصافي −2.13 مهاجر (مهاجرون)/1000 نسمة. بلغ معدل وفيات الرضع 23.21 حالة وفاة/1000 ولادة حية. يبلغ متوسط العمر المتوقع للسكان عند الولادة 69.87 سنة: 73.49 سنة للإناث و66.32 سنة للذكور. بلغ معدل الخصوبة الكلي 2.0 مولود/امرأة (2010).
الجزر الأكثر اكتظاظًا بالسكان هي بروفيدانس الجديدة، حيث توجد ناساو، العاصمة وأكبر مدينة؛ وبهاما الكبرى موقع فريبورت ثاني أكبر مدينة.

### المجموعات العرقية

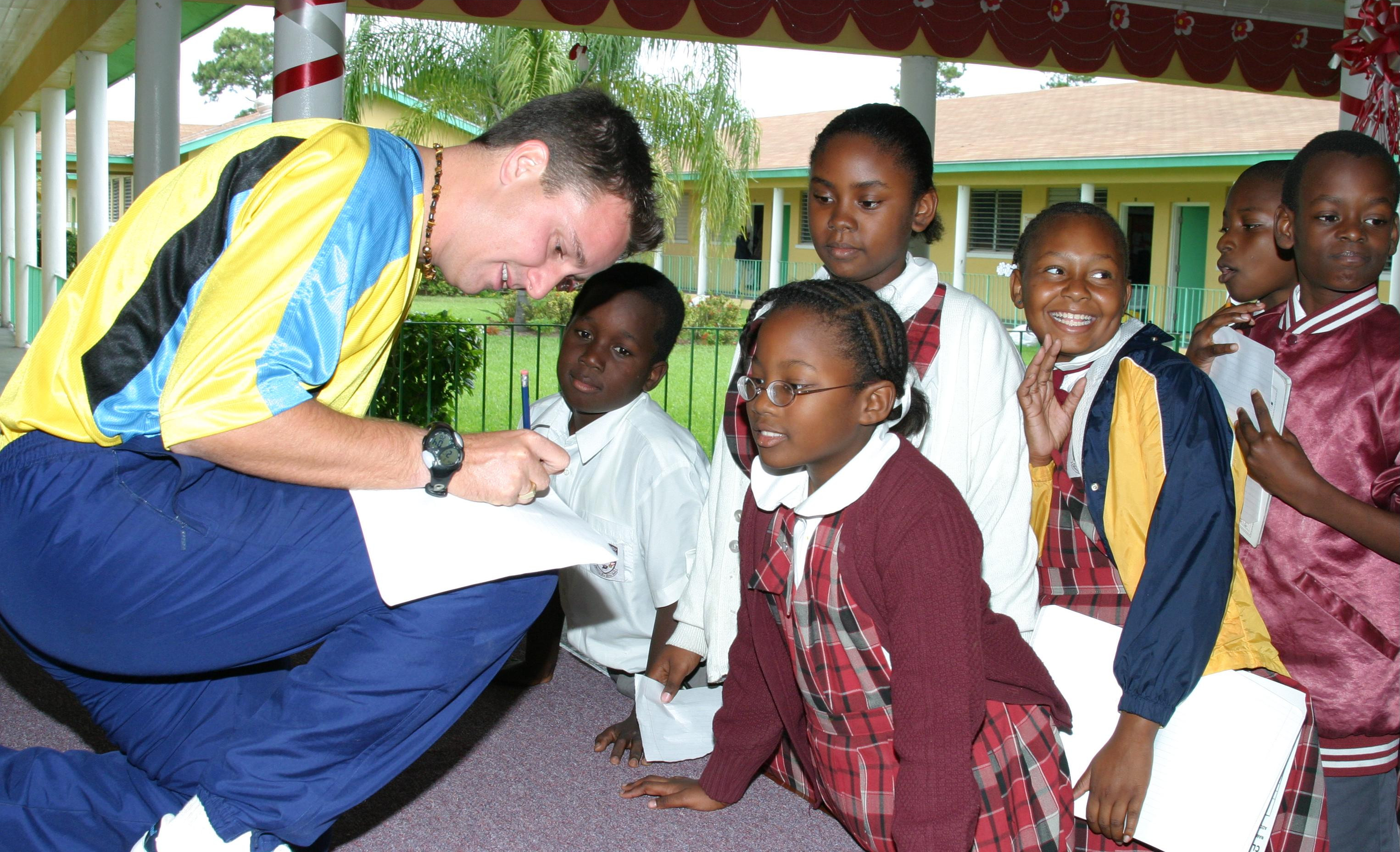
باهاميون من أصل أفريقي في مدرسة محلية

وفقًا لتعداد 2010، فإن 90.6٪ من السكان عرّفوا أنفسهم على أنهم سود، 4.7٪ بيض و2.1٪ من المختلطين (أفريقي وأوروبي). قبل ثلاثة قرون في عام 1722 عندما أجري أول إحصاء رسمي لجزر البهاما، كان 74٪ من السكان أوروبيين و 26٪ أفارقة.
الجالية الهايتية في البهاما هي أيضًا إلى حد كبير من أصل أفريقي ويبلغ عددهم نحو 80000. بسبب الهجرة المرتفعة للغاية للهايتيين إلى جزر البهاما، بدأت حكومة جزر البهاما بترحيل المهاجرين الهايتيين غير الشرعيين إلى وطنهم في أواخر عام 2014.
سكان جزر البهاما البيض هم بشكل رئيسي أحفاد الإنجليز البيوريتانيين والأمريكيين الهاربين من الثورة الأمريكية الذين وصلوا في عامي 1649 و1783. ذهب العديد من الجنوبيين الأمريكيين إلى جزر أباكو، التي كان نصف سكانها من أصل أوروبي اعتبارًا من عام 1985. مصطلح أبيض يستخدم عادة لتعريف الباهاميين من أصل إنجليزي، وكذلك بعض ذوي البشرة الفاتحة من الأفارقة. بشكل عام، يعرّف البهامي نفسه على أنه أبيض أو أسود على غرار التمييز الذي يجرى في الولايات المتحدة.
جزء صغير من سكان جزر البهاما الأوروبين هم من أصل يوناني، ينحدرون من العمال اليونانيين الذين جاؤوا للمساعدة في تطوير صناعة الإسفنج في القرن العشرين. يشكلون أقل من 2٪ من سكان البلاد، لكنهم ما زالوا يحتفظون بثقافتهم اليونانية المميزة.

### الدين
الدين في باهاماس (2010)
غالبية سكان الجزر من المسيحيين. بشكل أساسي من الطوائف البروتستانتية التي تشكل أكثر من 70٪ من السكان، حيث يمثل المعمدانيون 35٪ من السكان، والأنجليكان 15٪، والخمسينية 8٪، وكنيسة الرب 5٪، والسبتيون 5٪، والميثوديون 4٪. يشكل الكاثوليك نحو 14٪ من السكان.
يعود تاريخ اليهود في جزر البهاما إلى رحلات كولومبوس الاستكشافية، حيث يُعتقد أن لويس دي طوريس، المترجم والعضو في رحلة كولومبوس، كان يهودي سرا. يوجد اليوم مجتمع صغير يبلغ نحو 200 عضو، وفقًا لبيانات التعداد، على الرغم من أن التقديرات الأعلى تضع هذا الرقم عند 300.
هناك أيضا أقلية مسلمة. يرجع الوصول الأول لبعض العبيد في الحقبة الاستعمارية الذين كانوا مسلمين، ولكن لم يكن هناك أي مسلم في نحو السبعينيات، يوجد اليوم نحو 300 مسلم.
هناك أيضًا مجتمعات أصغر من البهائيين والهندوس والراستافاريين وممارسي الديانات الأفريقية التقليدية.

### اللغات
اللغة الرسمية لجزر البهاما هي الإنجليزية. كثير من الناس يتحدثون كريول من اللغة الإنجليزية يسمى كريول جزر البهاما. وتوجد أيضا اللغة الكريولية الهايتية القائمة على الللغة الفرنسية التي يتحدث بها الهايتيون وأحفادهم وهم يشكلون نحو 25٪ من إجمالي السكان. وتُعرف ببساطة باسم الكريول؛ لتمييزها عن الإنجليزية الباهامية.

### التعليم
وفقًا لتقديرات عام 2011، 95٪ من سكان جزر البهاما البالغين يعرفون القراءة والكتابة.
جامعة جزر البهاما (UB) هي المؤسسة العامة الوطنية للتعليم العالي في كومنولث جزر البهاما ولها فروع في جميع أنحاء الأرخبيل، تقدم شهادات البكالوريا والماجستير ودرجات الزمالة. لها ثلاثة أحرم جامعية يقع الحرم الرئيسي في العاصمة ناساو. اعتمدت جامعة جزر البهاما في 10 نوفمبر 2016.

## الثقافة

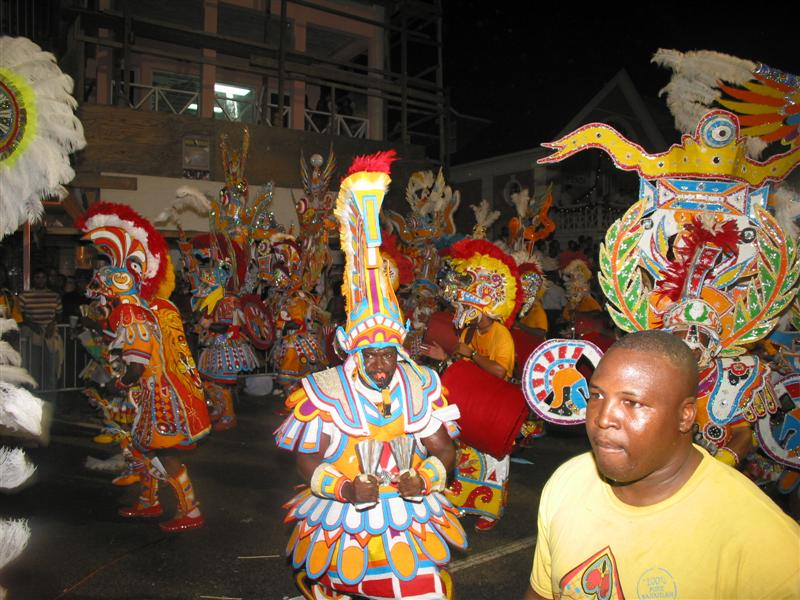
مهرجان جانكانو في ناساو.

في الجزر الخارجية الأقل نمواً، تقوم الحرف اليدوية على صنع السلال من سعف النخيل. يصنع من هذه المادة والتي تسمى أيضاً «قش» قبعات وحقائب مرغوبة جداً من طرف السياح. تستخدم أيضاً لصنع ما يسمى «دمى الفودو» على الرغم من أن هذه الدمى هي نتيجة للخيال الأمريكي وليست مبنية على واقع تاريخي.
يمارس شكل من أشكال السحر أوبياه الشعبي (وإن لم يمارسه البهاميون الأصليون) والذي تعود أصوله إلى غرب أفريقيا في بعض جزر الأسر (الجزر الخارجية) من جزر البهاما بسبب الهجرة الهايتية. ممارسة أوبياه غير شرعية في جزر البهاما ويعاقب عليها القانون. جانكانو هو كرنفال موسيقي راقص وفني تقليدي أفريقي يجري في ناسو (ومدن أخرى) في البوكسينغ داي ويوم رأس السنة. يستخدم جاناكنو أيضاً للاحتفال بالأعياد والمناسبات الأخرى مثل اليوم الوطني.
سباقات القوارب هي مناسبات اجتماعية هامة في العديد من مستوطنات جزر الأسر . تستمر عادة ليوم واحد أو أكثر في قوارب من الطراز القديم كما تتزامن مع مهرجان شاطئي.
توجد في بعض القرى مهرجانات مرتبطة بالمحاصيل الغذائية التقليدية في تلك المنطقة مثل مهرجان الأناناس في غريغوري تاون في إلوثيرا أو مهرجان السلطعون في أندروس. من التقاليد الهامة الأخرى في البلاد رواية القصص.

## الرموز الوطنية

### علم البلاد

علم جزر البهاما

الألوان الموجودة في علم جزر البهاما ترمز إلى انعكاس جوانب البيئة (شمس، رمل، بحر) والتنمية الاقتصادية والاجتماعية. العلم يرمز إلى ما يلي: الأسود يدل على قوة الشعب موحد. والمثلث يشير إلى التطوير والموارد الغنية من الشمس والبحر التي يرمز لها الذهب والزبرجد.
صمم في العاشر من تموز/ يوليو من عام 1973، أصبح العلم الحالي هو الرئيسي لها، وقد صممه الاتحاد البريطاني بصفتها كانت إحدى الأراضي البريطانية وانفصلت في نفس عام اعتماد العلم الجديد (1973).

### شعار النبالة

شعار جزر البهاما

يتكون شعار النبالة لجزر البهاما من درع في منتصفه يحتوي على الشعار الرسمي وهو رسم لسفينة سانتا ماريا التابعة لأسطول كريستوفر كولومبوس تبحر تحت شمس مشرقة. يعتمد الدرع على نحام وردي من جهة اليمين وسمكة مرلين من جهة اليسار، وهما الحيوانان الرسميان لجزر البهاما، وهما يرمزان أيضاً إلى البر والبحر لأن البهاما أرخبيل من الجزر.
يوجد في أعلى الدرع صدفة محارة، والتي ترمز إلى التنوع البيئي البحري في البهاما. تقع المحارة فوق خوذة وتقع الخوذة فوق الدرع المذكور، ويقع أسفل الدرع شريط عليه شعار البهاما. «إلى الأمام، إلى الأعلى ونتقدم معاً»

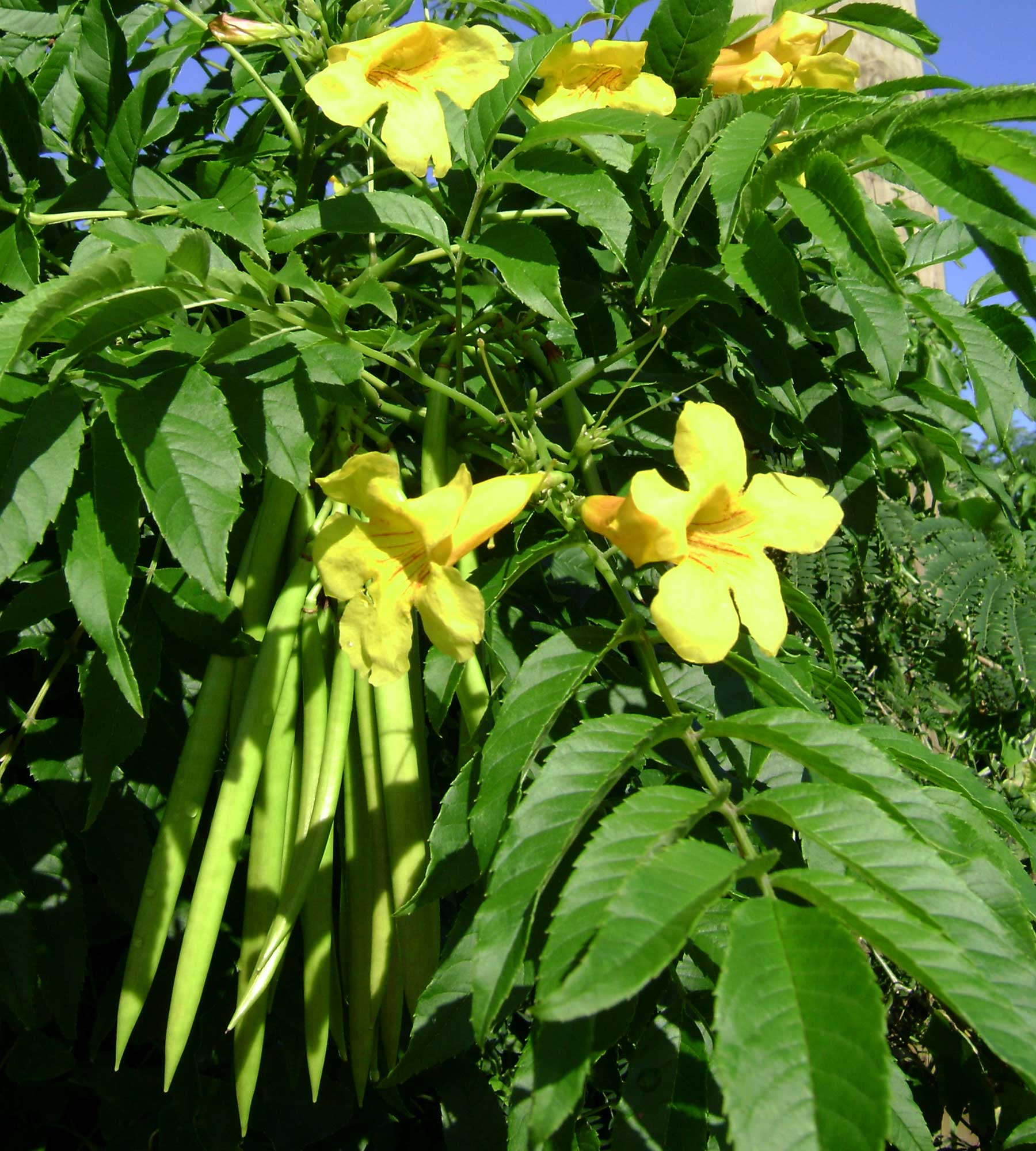
الصفراء الكبيرة

### الزهرة الوطنية
أُختيرت الزهرة الصفراء الكبيرة زهرةً وطنية؛ لكون البهاما موطنها الأصلي. تزهر هذه الزهرة في جميع أوقات السنة.
أُختيرت هذه الزهرة بين عدد من الزهور الأخرى عن طريق تصويت شعبي بين أعضاء الأندية الزراعية الأربعة في المناطق الموجودة في السبعينيات من القرن العشرين وهم؛ نادي ناسو، نادي مارفر، النادي العالمي ونادي «واي دبليو سي إي».
سبب اختيارهم لهذه الزهرة تحديداً أنه باقي الزهور المنافسة أُختيرت زهرةً وطنية لدولٍ أخرى، بعكس الزهرة الصفراء الكبيرة. الجدير بالذكر أن الجزر العذراء قد اختارت هذه الزهرة رمزًا وطنيًا لها أيضاً.

### معلومات المراجع
- Horne، Gerald (2012). Negro Comrades of the Crown: African Americans and the British Empire Fight the U.S. Before Emancipation. NYU Press. ISBN:978-0-8147-4463-5. مؤرشف من الأصل في 2015-12-09. اطلع عليه بتاريخ 2015-10-18.
- Higham، Charles (1988). The Duchess of Windsor: The Secret Life. McGraw Hill. ISBN:978-0471485230.

## وصلات خارجية
- موقع السياحة الرسمي للبهاما
- موقع الحكومة الرسمي